# 2020년 K리그
이 문서는 K리그의 2020 시즌에 대해서 다룬다.

## 같이 보기
- K리그1 2018
- K리그2 2018